# Gamla varmbadhuset i Södertälje
Gamla varmbadhuset i Södertälje var huvudbyggnad för Södertälje Badinrättning mellan 1905 och badinrättningens nedläggning 1945. Därefter var det kommunalt varmbadhus fram till 1964. Då ersattes det av ett nytt varmbadhuset Täljebadet på Tältet, varefter det revs för att ge plats för att dra fram Oxhagsleden. 
Badinrättningens tidigare huvudbyggnad i Nedre Badparken från 1887, som ritats av Ernst Haegglund, brann ned i februari 1903. Det ersattes av ett nytt varmbadhus på samma plats, ritat av godsägaren och amatörarkitekten Justus Hellsten. Denne studerade dessförinnan badhusarkitektur i Tyskland och inspirerades framför allt av kurortsarkitekturen i Bad Homburg vor der Höhe.
När badhuset invigdes hade det en balkong över mittpartiet för solbad, vilken byggdes om och in 1927 och försågs med en plåtklädd kupol.
Byggnaden inrymde två tio meter långa inomhusbassänger för damer respektive herrar. 